# THE END OF THE WORLD (MUCCのアルバム)
『THE END OF THE WORLD』（ジ・エンド・オブ・ザ・ワールド）は、MUCCの12枚目のアルバム。2014年6月25日発売。発売元はソニー・ミュージックアソシエイテッドレコーズ。

## 概要
- 初回限定盤、通常盤の2タイプが発売。初回限定盤はドキュメンタリーDVD付。
- 初回限定盤、通常盤の両方に、2014年9月23日に国立代々木競技場第一体育館で行われる、ライブツアー「SIX NINE WARS-ぼくらの七ヶ月間戦争-」ファイナルの当日リハーサル見学パスを封入[1]。
- アルバムリリースに先駆けて行われるライブツアー「SIX NINE WARS-ぼくらの七ヶ月間戦争-」で配られるチラシのQRコードから当アルバムを予約すると、オリジナルポスターがプレゼントされる[1]。
- 先行シングル「ENDER ENDER」との連動企画で、応募券が封入されている。
- アルバム発売に伴い、6月24日～30日にかけて「THE END OF THE WORLDメッセージボードバス」が渋谷～原宿間を走行することが決定[2]。
- MUCCとしては初の英字タイトルが冠されたアルバムである。

## 収録曲

### CD
1. THE END OF THE WORLD [4:15]
（作詞・作曲・編曲：ミヤ）
2. ENDER ENDER-Album Edit- [4:40]
（作詞：逹瑯/作曲・編曲：ミヤ）
  - アルバムではシャウトが少し変わっている。
3. Ms.Fear [3:33]
（作詞・作曲・編曲：ミヤ）
  - 2012年にリリースされたアルバム『シャングリラ』に収録されている「Mr.Liar」の姉妹曲。曲自体は「ENDER ENDER」がリリースされる前に完成していた。
4. HALO [3:39]
（作詞・作曲：ミヤ/編曲：ミヤ、田中義人）
5. Tell me [4:37]
（作詞・作曲：逹瑯/編曲：ミヤ）
6. 999-21st Century World- [4:05]
（作詞・作曲：YUKKE/編曲：ミヤ）
  - ライブを意識して作られた楽曲。サビに使われているコーラスはファンによるもの。YUKKE作詞曲がアルバムに収録されるのは初。
7. 369-ミロク- [3:50]
（作詞・作曲：逹瑯/編曲：ミヤ）
  - 曲名は弥勒菩薩から来ているが、歌詞内ではミルクと歌っている。曲全体は井上陽水の「氷の世界」を意識して作られた。
8. JAPANESE [4:24]
（作詞・作曲・編曲：ミヤ）
  - 震災以降の日本の空気感を歌詞に書き起こし、40年前と現代を比べた内容になっている。ピアノは富樫春生が担当している。
9. Hallelujah [4:01]
（作詞：逹瑯/作曲・編曲：ミヤ）
  - イントロはガンズ・アンド・ローゼズの「Welcome to the jungle」に似ているが、わざと意識して作ったとのこと。
10. World's End-In its true light- [4:10]
（作詞・作曲・編曲：ミヤ）
  - シングル「ENDER ENDER」収録の「前へ -In its true light-」と同じサブタイトルが使用されている。シングルと違いアレンジが大幅に変わっている。
11. 死んでほしい人 [5:00]
（作詞：逹瑯/作曲：逹瑯、ミヤ/編曲：ミヤ）
  - 元々は「死んでほしいと思った人が居る」と、タイトル通りの初期を彷彿とさせる内容の歌詞にする予定だったが、後にタイトルの言葉を否定した内容に変わった。その為か、アルバム発売前の視聴動画では敢えて無音にしていた。

### DVD (初回生産限定盤のみ)
THE END OF THE WORLD DOCUMENT
YUKKE監修 ムッP LIVES ドキュメント「ブレル!?・ムッチ・プロジェクト」